# A*S*Y*S
A*S*Y*S (Abkürzung für Acid Save Your Soul) (* 19. Januar 1967 in Marburg) ist der Name eines Musikprojektes des DJs und Produzenten Frank Ellrich und ist zugleich sein Künstlername. Das Projekt wurde 1995 zusammen mit Kai Tracid gegründet, der es im Dezember 2006 verließ. Die Musik von A*S*Y*S bewegt sich zwischen Acid, Hard Trance und Techno und ist stark vom Klang des Synthesizers Roland TB-303 geprägt. Da A*S*Y*S seit 2006 alleinig das Schaffen Frank Ellrichs bezeichnet, benutzt Ellrich den Namen A*S*Y*S auch synonym für seine Person. Seit 1999 legt er offiziell unter diesem Namen auf.

## Leben
Frank Ellrich kam Anfang der 90er Jahre in den Clubs Omen und Dorian Gray mit Techno in Berührung, was ihn zu seinem musikalischen Schaffen inspirierte. Er arbeitete sechs Jahre lang in mehreren Frankfurter Werbe-Agenturen, bevor er beschloss Musiker zu werden. Seine Laufbahn begann er 1994 mit einem Atari-Computer und einem Keyboard. Wenig später lernte er Kai Tracid während seiner Arbeit im Tonstudio kennen und gründete mit ihm das Projekt A*S*Y*S.

## Entwicklung des Projekts
1995 erschien die erste Single Acid Train auf dem Label Acid Test. Im Folgejahr erschien noch die Nachfolgesingle Acid Squid auf dem Frankfurter Label Cybertronic Records, bevor das Projekt ausgesetzt wurde. Ellrich widmete sich zunächst anderen Projekten, während Kai Tracid eine Solo-Karriere begann. 1999 erschien die Single Acid Save Your Soul auf Tracid's Label Tracid Traxxx, der noch sechs weitere Singles und ein Album folgten. Ende 2006 verkündete Tracid eine musikalische Neuausrichtung von Tracid Traxxx und stieg zugleich aus dem Projekt A*S*Y*S aus. Die Single Cheers war die letzte Single auf dem alten Tracid Traxxx Label und zugleich die Erste, die von Ellrich alleine produziert worden war. Die Folgesingle LOST In Acid erschien 2007 bereits auf Ellrichs neu gegründetem Label Fe Records.

## Trivia
Der Projektname spielt laut Ellrich nicht auf das Psychedelikum Acid an, sondern auf den gleichnamigen Musikstil.

## Diskografie

### Alben
- Acid Save Your Soul (2005)
- BPM Is Dead (2012)
- Grand Theft Acid (Part 1) (2017)
- Grand Theft Acid (Part II) (2018)

### Singles
- Acid Train / Sweat Room (1995)
- Acid Squid (1996)
- Acid Save Your Soul (1999)
- Acid Head Cracker (2000)
- Acid Nightmare (2001)
- From Past To Phuture (2003)
- No More Fucking Rock'N'Roll (2004)
- Acid Flash (2006)
- Cheers (2007)
- LOST In Acid (2007)
- Storm & Thunder (2007)
- Acid Headcracker 2010 (2009)
- Klick Klack WTF (2010)
- Acid Zombie (2010)
- Bassturbation (2011)
- Acid Glitch (2011)
- Trommelmaul (2012)
- Drums on Fire (2013)
- WOT (2014)
- The Future (2014)
- Mad (2014)
- Acid Lights (2014)
- BSSDRM (2015)
- Rock Me (2015)
- You (Mad II) (2015)
- Acid Shot (2015)
- Bleed (2016)
- Destruction (2018)
- The Acid (2019)
- Acid Test (2019)
- Bassface / Rave On (2019)
- Fuel (2019)
- AC/ID (2019)
- Dark Light (2019)
- Acid Wall (2020)
- No Tech (2020)
- Under Pressure (2020)
- Redemption (2021)
- Injection (2021)
- Dragon Walker (2021)
- Macid (2021)
- Light My Fire (2021)
- Acid Drill (2022)
- Hooked (2022)
- Rave the Planet (2022)
- Sweat the Tears (2022)
- Acid Cloud (2023)
- Bionatops (2023)
- Acid Robot (2023)
- La Revolution (2023)
- Verknipt Nochmal (2023)
- Reminiscence (2023)
- You Gotta Say Yes To Another Excess (2024)
- Ethereal 303 (2024)
- Body, Mind & Soul (2024)
- Elysium (2024)
- Acid Phase (2024)

### Remixes
- Kai Tracid – Tiefenrausch (The Deep Blue) (A*S*Y*S Remix) (2000)
- Hennes & Cold – Sound Of Rock (A*S*Y*S Remix) (2001)
- Kai Tracid – Conscious (A*S*Y*S Remix) (2004)
- Remo-Con – G-Sigh (A*S*Y*S Remix) (2005)
- DJ Dean – Music Is My Life (A*S*Y*S „Acid Is My Life“ Remix) (2005)
- Kamui – Arena (A*S*Y*S Remix) (2007)
- Kamui – Electro Slut (A*S*Y*S Remix) (2008)
- Alex Kidd & Kidd Kaos – Kiddstock Theme 2008 (A*S*Y*S Remix) (2008)
- Public Domain – Operation Blade 2009 (A*S*Y*S Remix) (2009)
- LCK feat. One Odd – Penguins (A*S*Y*S Remix) (2009)
- Loolacoma – Cold Violet Skies (A*S*Y*S Remix) (2012)
- FOLUAL – Iconic (A*S*Y*S Remix) (2020)
- Nure – Onna (A*S*Y*S Remix) (2022)
- Jowan – Faceplant (A*S*Y*S Remix) (2022)
- Ultra Shock – The Sound of E (A*S*Y*S Remix) (2023)
- Lorenzo Raganzini – Aerials (A*S*Y*S Remix) (2024)